# 補充兵役
補充兵役 (ほじゅうへいえき) は、兵役の役種の一つとして、現役の兵員を超えたとき、現役軍人の欠員を補充のために軍事訓練の召集をするようにして、兵力が不足したとき、兵力を補充するための兵役の役種である。予備役という名称と異なる名称を使用するこの役種は、東アジアの兵役制度、徴兵制度で見ることができ、英語で「Replenishment military service」又は「Replenishment territorial army and Naval volunteer reserve」(大日本帝国の補充兵役)、「Replacement service」(中華民国の補充兵役)、「Supplementary service」(大韓民国の補充役) などと訳される。
補充兵役を対象へ兵力不足時に兵力補充のための入営を国別に「臨時召集」、「補欠召集」、「補欠入営」などと呼んだ。

## 日本
日本では、1879年 (明治12年) に制定された「徴兵事務条例」に補充兵と関連する条項が置かれた。この条項は第125条から第130条まで構成されていた。1927年 (昭和2年)、徴兵令に代わった兵役法が制定されたときの条文には「補充兵役」となっていた。

## 中華民国
中華民国は、1946年の兵役法改正によって、補充兵役という役種が追加されたが、中華民国の補充兵役は現役の補充兵役、予備役の補充兵役に区分された。
| 中華民国兵役法 (1946年9月28日全文改正、1946年10月10日公表) | 中華民国兵役法 (1946年9月28日全文改正、1946年10月10日公表) |
| 条文の原語文 | 条文の日本語翻訳 |
| --- | --- |
| 第八條 補充兵役分左列二種： 一、現役：凡適合常備兵役之超額男子，視國防需要，每年徵集一部入營，由常備師或管區施以四個月至六個月之訓練，期滿退伍。 二、預備役：以補充兵現役期滿退伍者充之，至屆滿四十五歲止除役。 | 第八條 補充兵役は左のように二つの種に分かれる： 1.現役：総じて常備兵役に適合した男子として、国防の需要を見て、毎年1編ずつ徴集して入営する。常備師団又は管区では、4ヶ月から6ヶ月まで訓練を実質して、満期除隊する。 2.予備役：補充兵・現役の満期除隊者で充員し、満45歳になると除役する。 |
| 第十一條 補充兵在戰時依戰事需要，得依年次召集，參加作戰，並得臨時施以補習教育。 | 第十一條 補充兵は、戦時必要に応じて、年次によって召集され、臨時に補習教育を実質する。 |

## 大韓民国
韓国の補充兵役は補充役と称しており、1945年以前の日本と異なり、1960年代後半から1970年初めまでの時期から代替服務として運用されている。これは良心的兵役拒否者を対象にした代替服務ではなく、徴兵検査合格者のうち下位身体等級者、低学歴者、前科者、特定の資格を備えた者を対象にしている。その基準は、服務対象者の中で下位の身体等級に判定受けた者、低学歴者、前科者、特定の資格を有する者 (技能士資格などの特定の資格を有する者、医者の資格を有する者、弁護士の資格を有する者、国際大会で優秀な成績を収めた芸術家とスポーツ選手) である。
韓国は、兵役法が制定された1949年から補充兵役と名称で運用され始め、これを第1補充兵役・第2補充兵役に分けた。1957年の兵役法の全部改正によりこれを廃止し、当時の役種が補充兵役の人々は、年齢によって第1予備役、第2国民兵役へ編入された。その後、1962年から第1補充役、第2補充役の制定により補充兵役制度を再制定された。1964年に防衛召集という制度が制定されたが、1969年に防衛兵が　以後、防衛兵へ召集されて服務することを意味するようになった。1971年に第1補充役、第2補充役が廃止され、補充役に一元化され、1973年に特定の資格を要する補充役が制定されたが、1960年代後半と1970年初めの間の時期に韓国の補充役は代替服務の形態で運用され始めた。
1995年、防衛召集制度が廃止された後、社会服務要員が補充役に分類されながら1995年以後の補充役は、義務的な軍事訓練後、民間分野での代替服務を意味するようになった。